# Lyre de Carouge
La Lyre de Carouge, fondée en 1873, est un chœur de chambre basé à Carouge, dont le répertoire va du baroque au romantisme.
Depuis sa création, elle a été dirigée par de nombreux chefs, parmi lesquels Émile Jaques-Dalcroze en 1923, Robert Dunand en 1973, Yannis Pouspourikas en 1995. Elle réunit solistes/choristes, instrumentistes professionnels et choristes amateurs.